# Naturvårdsregistret
Naturvårdsregistret är ett nationellt (Sverige) register där naturvårdsverket registrerar de områden som skyddats av olika lagar. Till exempel visas nationalparker, naturreservat och vattenskyddsområden.
Juridiskt regleras dess bruk genom Naturvårdsverkets författningssamling NFS 2015:1